# Kronhof (Polsingen)
Kronhof ist ein Gemeindeteil der Gemeinde Polsingen im Landkreis Weißenburg-Gunzenhausen (Mittelfranken, Bayern). Kronhof liegt in der Gemarkung Polsingen.
Der Weiler liegt etwa zwei Kilometer südwestlich von Polsingen und zwei Kilometer nordöstlich von Laub direkt an der Kreuzung der Staatsstraße 2384 und der Kreisstraße WUG 31. Im Norden fließt die Rohrach, ein Zufluss der Wörnitz, vorbei. Der Ort liegt nahe der Grenze zur Nachbargemeinde Munningen im schwäbischen Landkreis Donau-Ries. Unweit entspringt der Federwiesgraben.
Kronhof liegt als eines der wenigen Orte des Landkreises Weißenburg-Gunzenhausen am Rand des Nördlinger Rieses, Rest eines während des Ries-Ereignisses vor etwa 14,6 Millionen Jahren entstandenen alten Einschlagkraters.